# Los bandidos
Los bandidos (título original en alemán: Die Räuber) es un drama de cinco actos publicado en 1781 y escrito por Friedrich von Schiller. Está considerado como una de las últimas obras del Sturm und Drang.
La homónima ópera de Giuseppe Verdi (I masnadieri) se basa en el drama de Schiller.

## Resumen
La acción se desarrolla en Alemania, en el siglo XVIII, buena parte de ella en el castillo del conde Maximiliano de Moor en Franconia. El viejo noble tiene dos hijos: Carlos, un joven de buen corazón, que lleva una vida disipada en Leipzig, donde está estudiando; y Franz, quien disimula astutamente su gran hipocresía. Por una carta del corresponsal de los Moor en Leipzig, el conde se entera de la vida libertina que lleva su hijo Carlos (deudas, mujeres, duelos); esto lo entristece y pone en peligro su salud.
Franz no desaprovecha la oportunidad y obtiene de su padre la autorización para, en su nombre, escribir a su hermano. El viejo conde quiere que esa carta sea sólo de consejo y reconciliación; pero, con toda perfidia, Franz escribe una misiva donde expone la falsa decisión paterna de repudiar y desheredar a Carlos debido a su conducta. Este último queda anonadado ante la inesperada severidad de la misiva; además la cree injusta y surge en él la rebeldía. Tentado por algunos compañeros, acepta dirigir un grupo de bandidos cuyo propósito es combatir y vengar injusticias, infamias y tiranías.
Entretanto, el desleal Franz pretende también enamorar a Amalia, la novia de Carlos, y le hace creer —tal como hizo con su padre, el conde— la muerte de su hermano en la guerra, Carlos, a su vez, enemigo de la violencia, está desengañado de sus antiguos ideales y, arrepentido, regresa al hogar paterno. Como Franz no ha logrado vencer el amor y fidelidad de Amalia por su hermano, vuelca su maldad en Carlos y dirige contra él las peores bajezas. Aun así, Carlos no quiere luchar contra su propio hermano y, como además se siente indigno del amor de Amalia, de nuevo se aleja del castillo familiar. En un bosque cercano descubre a su padre, a quien todos creían muerto a causa del dolor por la pérdida del hijo abatido en la guerra. Carlos se propone vengar al anciano.
Franz, aniquilado física y espiritualmente, desafía a su hermano, blasfema contra Dios, aunque teme el castigo divino, y cuando oye aproximarse a los compañeros de Carlos decididos a hacer justicia con él, se suicida. El padre, viendo en su hijo sólo al proscrito y asesino de su hermano, muere de dolor. El propio Carlos se entrega a la justicia después de matar a Amalia, convencido de no ser digno de ella, y también comprende y lamenta la destrucción de sus valores, los cuales trataba de salvar mediante la violencia y la sangre.
El contenido de esta tragedia es el gesto rebelde de un joven escritor —fue su primera obra— en contra de la sociedad y las injusticias de su tiempo, influido por el movimiento romántico ya extendido por Alemania y toda Europa. Por ello, presenta todas las características de esta escuela, que tanto entusiasmaban a sus contemporáneos: pasión desmedida, profundo idealismo, sentimientos exagerados, situaciones inverosímiles, ansia de libertad en el protagonista, gusto por la melancolía y los contrastes, soledad final. A pesar de ello, la perfección artística como obra teatral le ha conferido un innegable valor literario.